# Lars August Lundh
Lars August Lundh, född 2 juli 1838 i Stockholm, död där 14 juli 1916, var en svensk kompositör.

## Biografi
Lundh blev musiklärare vid Katarina allmänna läroverk i Stockholm 1857, organist i Tyska kyrkan där 1869 och musikdirektör 1884. Han komponerade ett av Musikaliska konstföreningen utgivet Requiem, sånger, orgelstycken och kantater. Mest känd är han för kantaten Svea, till Esaias Tegnérs dikt med samma namn. Kantaten framfördes vid Oscar II:s 25-årsjubileum som regent 1897 och fick ett översvallande mottagande. "Ett mästerverk i kompositionsväg", skrev Östgöta Correspondentens recensent.[källa behövs] Lundh mottog Litteris et Artibus 1892.
Lundh skrev många läroböcker, bland annat en Harmonilära utgiven i tre upplagor. Han invaldes 1910 som associé av Kungliga Musikaliska Akademien.[källa behövs]
Lundhs finstämda vårsång Hör hur västanvinden susar är ursprunget till Ulf Lundells välkända Öppna landskap, där Lundell i inledningen helt följer Lundhs tonsättning. Om det ska kallas plagiat eller citat har diskuterats. Hör hur västanvinden susar används även som ledtema i dokumentärfilmen Islams barn i folkhemmet av Renzo Aneröd och Bo Harringer.[källa behövs]
Lundh gifte sig 1886 med Charlotta (Lotten) Silo (1836–1909). Han var från 1912 till sin död gift med organisten och lärarinnan Berta Welander (1870–1954). De är begravda på Sandsborgskyrkogården i Stockholm.